# Imre Kemecsey
Imre Kemecsey, né le 11 février 1941 à Budapest, est un kayakiste hongrois pratiquant la course en ligne.

## Palmarès

### Jeux olympiques de canoë-kayak course en ligne
- 1960 à Rome,  Italie
  -  Médaille d'argent en relais 4x500m kayak [1]